# Léon Schellings
Léon Schellings (1956. július 26. –) belga nemzetközi labdarúgó-játékvezető.

## Pályafutása

### Nemzeti kupamérkőzések
Vezetett Kupa-döntők száma: 1.

#### Belga Kupa
| Időpont         | Helyszín                        | Mérkőzés típusa | Mérkőzés                   | Eredmény | Nézők száma |
| --------------- | ------------------------------- | --------------- | -------------------------- | -------- | ----------- |
| 1994. május 22. | Maurice Dufrasne Stadion, Liège | döntő           | RSC Anderlecht–Club Brugge | 2 : 0    | 17 660      |

### Nemzetközi játékvezetés
A Belga labdarúgó-szövetség Játékvezető Bizottsága (JB) 1992-ben terjesztette fel nemzetközi játékvezetőnek, a Nemzetközi Labdarúgó-szövetség (FIFA) bíróinak keretébe. Több nemzetek közötti válogatott és klubmérkőzést vezetett.  A belga nemzetközi játékvezetők rangsorában, a világbajnokság-Európa-bajnokság sorrendjében többedmagával a 25. helyet foglalja el 2 találkozó szolgálatával. Az aktív nemzetközi játékvezetéstől 1995-ben  búcsúzott.

#### Európa-bajnokság
Az európai-labdarúgó torna döntőjéhez vezető úton Angliába a X., az 1996-os labdarúgó-Európa-bajnokságra az UEFA JB játékvezetőként foglalkoztatta.
| Időpont            | Helyszín                       | Mérkőzés típusa           | Mérkőzés           | Eredmény | Nézők száma |
| ------------------ | ------------------------------ | ------------------------- | ------------------ | -------- | ----------- |
| 1994. november 13. | Köztársasági Stadion, Kijev    | előselejtező (4. csoport) | Ukrajna–Észtország | 3 : 0    | 2 000       |
| 1995. június 7.    | Köztársasági Stadion, Chişinău | előselejtező (7. csoport) | Moldova–Albánia    | 2 : 3    | 7 000       |

## Sportvezetőként
Aktív pályafutását befejezve a belga JB elnökségi tagja volt.